# Siergiej Szajdurow
Siergiej Afanasjewicz Szajdurow (ros. Серге́й Афана́сьевич Шайду́ров, ur. 26 czerwca 1926 we wsi Szyłkinskij zawod, zm. 2 grudnia 1998 w Moskwie) – radziecki polityk, I sekretarz Komitetu Obwodowego KPZR w Magadanie w latach 1968-1978.
1943-1948 studiował w Irkuckim Instytucie Górniczo-Metalurgicznym, po czym był inżynierem, starszym inżynierem, kierownikiem działu produkcyjno-technicznego i głównym inżynierem kopalni "Dalstroj". Od 1952 w WKP(b)/KPZR, 1956-1958 kierownik wydziału przemysłowo-transportowego rejonowego komitetu KPZR w obwodzie magadańskim, 1958-1960 studiował w Wyższej Szkole Partyjnej przy KC KPZR. Od listopada 1960 do października 1961 I sekretarz rejonowego komitetu KPZR w obwodzie magadańskim, od 16 października 1961 II sekretarz, a od 2 lutego 1968 do 26 grudnia 1978 I sekretarz Komitetu Obwodowego KPZR w Magadanie. Od 9 kwietnia 1971 do 23 lutego 1981 zastępca członka KC KPZR, od grudnia 1978 zastępca ministra geologii Rosyjskiej FSRR. Deputowany do Rady Najwyższej ZSRR 8 i 9 kadencji.

## Odznaczenia
- Order Lenina 1976)
- Order Rewolucji Październikowej 1971)
- Order Czerwonego Sztandaru Pracy (dwukrotnie - 1966 i 1973)